# José Dolores Estrada Vado

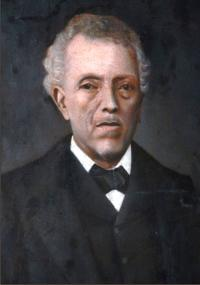
José Dolores Estrada

José Dolores Estrada Vado (* 16. März 1792 in Nandaime; † 12. August 1869 in Managua) war ein Militär in Nicaragua, welcher 1856 bei der Hazienda San Jacinto die Filibustiere schlug.

## Leben
José Dolores Estrada Vado, der Sohn von Timoteo Estrada und Gertrudis Vado Lugo, war Berufssoldat.
1824 unterstützte er Juan Argüello del Castillo y Guzmán. In diesen Kämpfen wird er mit 35 Jahren Sergeant.
Die Partido Democratico hatte 1854 William Walker in Nicaragua beauftragt, die Partido Conservador zu bekämpfen.
Am 14. September 1856 befehligte er als Oberst eine nicaraguanische Einheit mit 120 bis 160 Soldaten. Mit dieser schlug er etwa 300 Söldnern unter dem Kommando von Byron Cole dem Militärdienstleister, welcher Walker nach Nicaragua brachte bei der Hacienda San Jacinto im Municipio Tipitapa.

## Nachleben
Beim Erdbeben 1932 rettete Erzbischof José Antonio Lezcano y Ortega die in der Kapelle des Erzbischöflichen Palastes in Managua beigesetzte Urne aus den Trümmern. 1971 erklärte Präsident Anastasio Somoza Debayle per Dekret José Dolores Estrada Vado zum Nationalhelden. 1999, zu seinem 130. Todestag, wurden seine sterblichen Überreste im Beisein von Präsident Arnoldo Alemán und Kardinal Miguel Obando Bravo in die Pfarrkirche seiner Heimatstadt umgebettet.